# Money Talks (film 1926)
Money Talks è un film muto del 1926 diretto da Archie Mayo.

## Trama
Sam Starling si è indebitato moltissimo e la moglie sta per lasciarlo perché non riesce a mantenere al famiglia.